# Timocares de Alexandria
Timocares de Alexandria (Timocharis) (em grego clássico: Τιμόχαρις ou Τιμοχάρης, gen. Τιμοχάρους; c. 320–260 a.C.) foi um grego astrônomo e filósofo. Provavelmente nasceu em Alexandria e foi contemporâneo de Euclides.

## Obra
O pouco que se sabe sobre Timocharis provém de citações de Ptolomeu em Almagesto. Elas indicam que Timocharis trabalhou em Alexandria durante as décadas de 290 e 280 a.C. Ptolomeu lista a declinação de 18 estrelas registradas por Timocharis ou Aristilo por volta do ano 290 a.C. Entre 295 e 272 a.C., Timocharis registrou quatro ocultações lunares e a passagem do planeta Vênus diante de uma estrela. Esses registros empregaram tanto o calendário egípcio quanto o ateniense. A observação do trânsito de Vênus diante de uma estrela pode ter ocorrido em 12 de outubro de 272 a.C., quando o planeta se aproximou a 15 minutos de arco da estrela η Virginis.
As observações de Timocharis estão entre os mais antigos registros gregos que podem ser datados com exatidão. Apenas são superadas pelos registros do solstício de verão de 432 a.C. feitos por Euctêmon e Metão. Timocharis trabalhou com Aristilo em um observatório astronômico que muito provavelmente fazia parte da Biblioteca de Alexandria. Seus instrumentos seriam simples, provavelmente consistindo em gnômons, relógios de sol e uma esfera armilar. Ambos foram contemporâneos de Aristarco de Samos, mas não se sabe ao certo se havia qualquer vínculo entre Timocharis e Aristarco.
Durante suas observações astronômicas, Timocharis registrou que a estrela Spica estava localizada 8° a oeste do equinócio de outono. Posteriormente, Hiparco observou que Spica se encontrava apenas 6° a oeste do equinócio de outono. Hiparco pôde deduzir o período em que Timocharis havia feito suas observações com base nos registros de eclipses lunares anteriores. A partir dessa diferença, Hiparco descobriu que as longitudes das estrelas mudaram ao longo do tempo, o que o levou a determinar o primeiro valor para a precessão dos equinócios como sendo de não menos que 1/100° ao ano.
Por volta do século III a.C., com a ajuda de Aristilo, ele criou o primeiro catálogo estelar do mundo ocidental.
A cratera Timocharis na Lua recebeu esse nome em sua homenagem.

## Influência
Galileu credita a “Arsatilis” e Timocharis a origem de uma "terceira opinião" sobre o número dos céus, a saber, que haveria nove céus: sete para os planetas, um para o movimento diário do firmamento de leste para oeste e outro para o movimento mais lento de oeste para leste, atribuindo a Hiparco, Agrias, Milaeus e Ptolomeu o aperfeiçoamento do modelo. Foi quando Galileu defendia que havia dez céus móveis e um décimo primeiro imóvel.